# Боддингтонс (пивоваренная компания)
Боддингтонс (Boddingtons) — бывшая пивоваренная региональная компания в Манчестере, Англия, которой принадлежали пабы на северо-западе страны. Компания «Боддингтонс» была известна прежде всего своим пивом «Boddingtons Bitter» (Boddies), соломенно-золотистым, горьким, хмелевым пивом (биттером), которое компания одной из первых начала выпускать в банках, которые содержали «виджеты» (капсулы с азотом), обеспечивающие формирование пышной шапки густой пены. В 1990-е годы это пиво продвигалось под слоганом «Лучшее, что есть в Манчестере» в рамках популярной рекламной кампании, проводимой с целью поднятия престижа города. Пиво «Boddingtons» стало одним из самых популярных продуктов города после футбольного клуба «Манчестер Юнайтед» и телевизионного сериала «Улица Коронации» (Coronation Street).

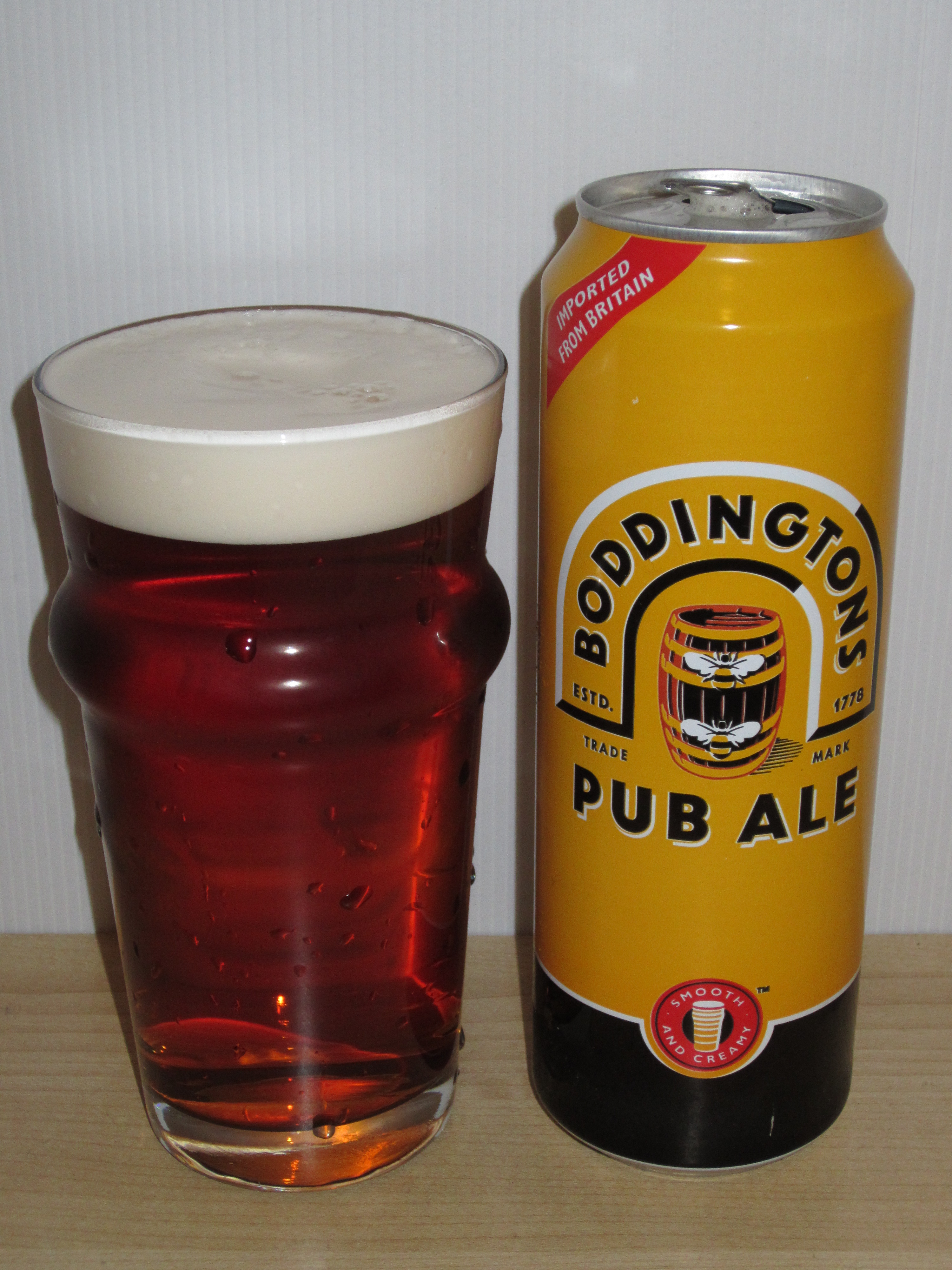
Boddingtons Pub Ale

В 1989 году компания «Boddingtons» была приобретена компанией «Whitebread», в результате чего существенно вырос рекламный бюджет пива «Boddingtons Bitter» и начались его активные продажи по всей стране. 
В 1997 году пиво «Boddingtons» достигло своей пиковой доли рынка, и в это время оно экспортировалось более чем в сорок стран. 
Бренды «Boddingtons» в настоящее время принадлежат международной пивоваренной компании «Anheuser-Busch InBev», которая в 2000 году приобрела компанию «Whitbread Beer Company». 
Пивоварня «Strangeways» была закрыта в 2004 году, производство пастеризованного пива «Boddingtons» (в кегах и банках) было переведено в деревню Самлсбери, графство Ланкашир. Производство выдержанного пива в бочках было переведено на пивоварню «Hydes» в Мосс-Сайде (Moss Side), Большой Манчестер. 
В 2012 году производство было прекращено, после чего связь этого пива с Манчестером закончилась.

## История

### 1778—1969

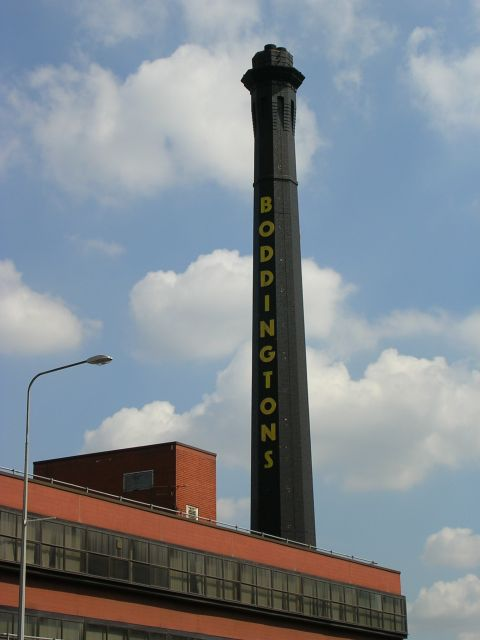
Пивоварня «Strangeways» перед её сносом в 2007 году

Пивоварня «Strangeways» была основана в 1778 году двумя торговцами зерном, Томасом Кайстером и Томасом Фрайем, на севере нынешнего центра Манчестера. Основными потребителями продукции данной пивоварни были рабочие с хлопкопрядильных фабрик Манчестера, который быстро стал одним из центров хлопкопрядильного производства. Генри Боддингтон, родившийся в 1813 году в г. Тейм, графство Оксфордшир, поступил на работу на пивоварню в качестве разъездного агента, когда она принадлежала компании «Hole, Potter and Harrison». Как и многие пивоварни Манчестера того времени, это было сравнительно небольшое производство. К 1848 году Генри Боддингтон стал партнером вместе с Джоном и Джеймсом Гаррисонами, и к этому времени компания имела наименование «John Harrison & Co». В январе 1853 года Боддингтон взял кредит и стал единственным владельцем предприятия. С того времени и до 1877 года объём выпускаемой продукции пивоварни увеличился в 10 раз с 10 000 баррелей до 100 000 баррелей в год, и, таким образом, предприятие стало самой большой пивоварней не только Манчестера, но и северной части Англии, причём для сбыта продукции арендовалось более 100 пабов.
К 1883 году компания «Henry Boddington & Co» была обществом с ограниченной ответственностью. Когда Генри Боддингтон умер в 1886 году, его состояние оценивалось почти в 150’000 фунтов.
После смерти Генри Боддингтона управляющим директором компании стал его сын, Вильям Слейтер Боддингтон, и компания стала открытым обществом в 1888 году, когда её активы оценивались в 320465 фунтов. Теперь компания имела наименование «Boddingtons Breweries Ltd». В 1892 году компании принадлежали 212 пабов, и она вышла на двенадцатое место среди компаний такого типа в Соединённом Королевстве. Её основными местными конкурентами были компании «Groves and Whitnall», «Threlfalls» и «Manchester Brewing Company». После смерти В. Слейтера Боддингтона в 1908 году его семья сохранила свою долю в компании и продолжила участие в руководстве её работой. Роберт Слейтер Боддингтон (1862—1930), младший сын Генри Боддингтона, более 50 лет был связан с компанией и занимался вопросами строительства и введения в эксплуатацию разливочного цеха (20-е годы прошлого века). Филипп (1893—1952) и Чарльз (1897—1982), третий и четвёртый сыновья Роберта, совместно руководили компанией после смерти отца, и Чарльз стал единоличным исполнительным директором после смерти Филипа.
К тридцатым годам прошлого века доля семьи Боддингтонов в капитале компании сократилась примерно до 40 %. 22 декабря 1940 года во время бомбежки Манчестера были разрушены водяные резервуары пивоварни, в результате чего пришлось закрыть предприятие на несколько месяцев, и производство было временно переведено в соседнюю компанию «Hydes Brewery». Пивоварня была реконструирована с использованием самого современного оборудования, и на ней впервые в Европе были установлены бродильные резервуары из нержавеющей стали. В 1961 году 13 % акций компании были приобретены пивоваренной компанией «Whitbread». В 1962 году компания приобрела компанию «Richard Clarke & Co» (Реддиш, Стокпорт), в результате чего её сеть сбыта продукции увеличилась на 60 пабов.

### Слияния и поглощения
В 1969 году мощная группа «Allied Breweries» вышла с предложением о покупке контрольного пакета акций компании, стоимость которой в то время оценивалась в 5 млн фунтов. Чарльз Боддингтон предпринял необычный шаг, обратившись к акционерам компании с решительным заявлением против полученного предложения:
Вы должны сознавать, что сильное давление, которое в настоящее время оказывается на производителей, будет приводить к уничтожению индивидуальности и характерных особенностей многих потребительских товаров. Осуществляется непрерывный переход к массовому производству национальных продуктов стандартизованного качества. Однако вы в настоящее время являетесь акционером одной из ещё остающихся независимых пивоваренных компаний, чье традиционное бочковое пиво имеет репутацию, полученную в награду за качество и индивидуальный характер продукта, в том числе и за пределами северной части Англии, в которой мы работаем. Поглощение компании «Boddingtons» и её последующее исчезновение может дать совсем немного. Оно не даст ничего для экономики страны, не увеличит экспорт национальных продуктов и не повысит качество нашей жизни, к которой мы все привыкли и которую мы любим.
Независимость компании была поддержана компанией «Whitbread», которая действовала в качестве дружественного потенциального покупателя, повысившего свою долю в компании с 13 % до 23 %, в результате семья, а также многие миноритарные акционеры отказались продавать свои акции. Полковник Уитбред, исполнительный директор компании «Whitbread» при этом сказал: «Вы компания с очень большой историей. У вас очень хорошая репутация. Вы не должны уходить.» В то время это была большая редкость, когда эмоции побеждали в борьбе за независимость компании, и это был первый раз, когда региональная пивоваренная компания отклонила предложение большой национальной компании. В 1970 году Чарльз Боддингтон ушел со своего поста в отставку, и исполнительным директором стал его сын Эварт.
К 1971 году группа «Allied Breweries» сохраняла 35 % акций компании, у компании «Whitbread» было 25 % акций, семья Боддингтонов владела 10 % акций, а остальные акции принадлежали миноритарным акционерам, проживающим в Большом Манчестере.[23] В этом году в ассоциированные активы были внесены стаут «Guinness Draught» и лагер «Heineken». В 70-е годы прошлого века компания действовала в пределах 70-мильного радиуса Большого Манчестера, и её рост был связан с растущей популярностью её основного продукта, «Boddingtons Bitter». Газета «The Observer» в 1974 году указывала, что низкие цены и оригинальный вкус пива «Boddingtons» обеспечивали ему множество поклонников.[22] В 1981 году эта же газета указывала, что успехи компании «Boddingtons» прежде всего связаны с четко выраженным оригинальным вкусом её продукции, особенно горьких сортов её пива. Действительно, на северо-западе страны пиво «Boddies» быстро становится культовым пивом.
В 1982 году компания «Boddingtons» приобрела за 23 млн фунтов пивоварню «Oldham», надеясь объединить сильные стороны «Oldham» в производстве лагера и биттера в кегах со своим опытом производства бочкового эля. После этого приобретения компании принадлежало 272 паба, 70 % из которых находились в радиусе 20 миль от её пивоварни в Манчестере. В 1983 году пиво «Boddingtons Bitter» стали продавать в графствах, окружающих Лондон. В 1985 году компания заплатила 27,5 млн фунтов за производственные мощности в 160’000 баррелей пивоварни «Higsons» в Ливерпуле и её ассоциированный актив в форме 160 пабов, в результате чего было сформировано объединение с годовым объёмом продаж 65 млн фунтов. Газета «The Gardian» указывала, что компания оплатила только номинальную стоимость активов «Higsons», поскольку эта пивоварня находилась в плохом финансовом положении. Регионы действия обеих компаний никак не перекрывались, и после этого приобретения компания «Boddingtons» начала работать в графстве Мерсисайд. К этому времени пивоварня «Strangeways» выпускала лишь два сорта пива: биттер и майлд, причём производство биттера составляло 90 % от всего объёма выпускаемой продукции. В 1986 году в компании было занято 280 сотрудников, и она управляла работой 530 арендуемых пабов, и хотя пивоварня «Strangeways» имела мощность 500’000 баррелей в год, однако было задействовано около 50 % её мощности. В это время компания запустила производство своего собственного лагера, выпуская по лицензии пиво «Kaltenberg».
В 1987 году компания отклонила предложение по обратному поглощению на сумму 270 млн фунтов, сделанное компанией «Midsummer Leisure». К этому времени «Boddingtons» располагали сетью сбыта продукции из 520 пабов. В 1988 году компания закрыла пивоварню «Oldham», сократив 70 рабочих мест, сократила 140 рабочих мест транспортных отделов пивоварен «Higsons» и «Strangeways», передав функции по доставке своей продукции компании «TNT».
Компания «Boddingtons» оставалась независимой пивоваренной компанией до 1989 года, когда Эварт Боддингтон продал пивоварню «Strangeways» и бренд «Boddingtons» (без ассоциированных активов) компании «Whitbread» за 50,7 млн фунтов.[40] Компания «Whitbread» была заинтересована в заполнении пробела в ассортименте своей продукции путём приобретения надежного национального бренда бочкового эля.[41] Сделка носила дружественный характер, и обе стороны осознавали, что капиталы и сеть сбыта компании «Whitbread» могут вывести бренд «Boddingtons» на национальный уровень, хотя некоторые члены совета директоров из семьи Боддингтонов были против этой сделки. Компания «Boddingtons» перед этой сделкой находилась в состоянии упадка, и хотя бренд «Boddingtons» был почти культовым для любителей пива в Манчестере, однако лишь 5 % продаж осуществлялось за пределами северо-запада страны.

### Время "Whitbread"

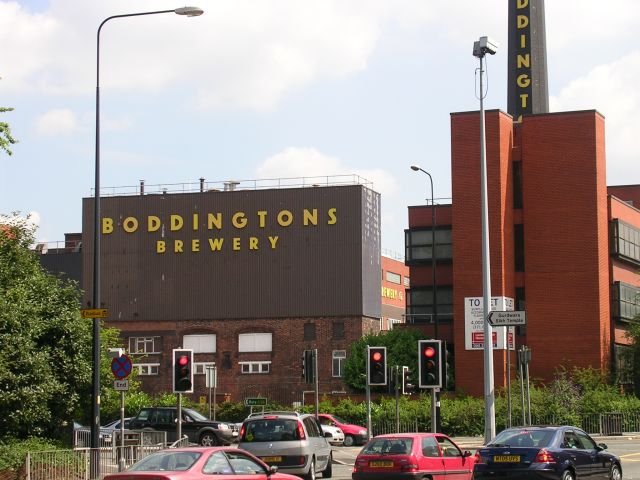
Еще один вид пивоварни "Strangeways"

Компания "Whitbread" превратила бренд из регионального в национальный, увеличив производство с 200'000 баррелей в 1989 году до 850'000 баррелей в 1995 году.[44][45] К 1993 году бочковый вариант продавался дороже только компаниями "Tetley" и "John Smith's", и основная часть продаж осуществлялась за пределами северо-запада страны.[43] К 1994 году продажи биттера с этим брендом занимали в стране четвертое место.[46] Баночный вариант продавался на национальном уровне с 1990 года, и был наиболее продаваемым баночным битером в Соединенном Королевстве с 1992 года по 2000 год.[47][48] Пиво официально экспортировалось за рубеж с 1993 года, сначала в Канаду.[13] Рост продаж пива совпал с превращением Манчестера из города мрачных, заброшенных хлопкопрядильных производств в культурный центр.[42] Манчестер и северная часть Англии теперь стали привлекательными в общественном сознании и буквально обрели второе дыхание после экономического спада. Питер Джарвис, исполнительный директор компании "Whitbread" говорил в 1995 году:[44]
Это оказалось настоящей удачей, что пивоварня находилась в Манчестере. Для приезжих Манчестер – очень привлекательное место, известное всему миру своим футболом, искусством, музыкой и телевизионной продукцией. Трудно себе представить успех компании "Лучшее, что есть в Вулвергемптоне", хотя пиво "Banks's" превосходно. У людей не появляется желание посетить Вулвергемптон. Большинство из них проезжают этот город, не задерживаясь в нем.
Успех был связан с великолепной рекламной кампанией и с тем, что это был первый баночный эль после эля "Guinness", продаваемый с виджетами.[42] В 1997 году продажи пива с брендом "Boddingtons" достигли своего пика, и в 1998 году произошел спад продаж на 10 %.[49] Пиво "Boddingtons" стало модным продуктом, и как это происходит со всеми такими продуктами, их время проходит, и потребители переходят от них к новым модным продуктам.[50] В 1998 году на пивоварню "Strangeways" было переведено производство эля с брендом "Flowers".[51] Доля "Boddingtons" на рынке эля в Соединенном Королевстве в 1998-1999 годах выросла до 4,9 %, и объем продаж в 1999-2000 годах вырос на 7,3 %.[52][53]
Между тем, в 1995 году компания "The Boddington Group", независимый владелец сети из 450 пабов (ранее были ассоциированы с "Boddingtons"), была приобретена компанией "Greenalls".

### Поглощение компанией "Interbrew"
В мае 2000 года компания "Whitbread Beer Company" была приобретена бельгийской пивоваренной компанией "Interbrew", которой принадлежал товарный знак "Stella Artois". К этому времени один из восьми баррелей производимого пива "Boddingtons" экспортировался в 40 стран мира, включая Китай, США, Тайвань и острова Вест-Индии.[54] Производство пива в кегах на пивоварне "Strangeways" было закрыто в феврале 2003 года, в результате чего было сокращено 50 рабочих мест.[55] В августе 2003 года в условиях падения продаж компания "Interbrew" возобновила производство бочкового пива на северо-западе Англии.[56] Эта попытка увеличения продаж оказалась неудачной, и изменения были отменены.
В сентябре 2004 года владельцы (в настоящее время известны как "InBev") объявили о своих планах закрыть пивоварню "Strangeways" и переместить основную часть производства из Манчестера в Магог, Южный Уэльс, и Самлсбери, Ланкашир, с сокращением 60 рабочих мест.[57]  В 2002 году на пивоварне было занято 250 сотрудников.[58]  Производство бочкового эля "Boddingtons", которое составляло менее 10 % общего объема выпускаемой продукции, было переведено на пивоварню "Hydes" в Мосс-Сайде.[59] План закрытия был подготовлен несмотря на признание компанией рентабельности пивоварни, однако территория, на которой находилось производство, стало ценным активом, и впоследствии земля была продана застройщикам за 12 млн. фунтов.[2][59][60] Представитель компании заявил: "Здание было построено в викторианскую эпоху, оно представляет определенную историческую ценность как здание старинной пивоварни, однако сооружение слишком старое. Его очень трудно реконструировать, и поскольку на этой пивоварне пиво нельзя разливать в бутылки или банки, было решено перевести производство в другое место.[61] Производство было прекращено в феврале 2005 года, и пивоварня была снесена в 2007 году.[62] Журнал "Bloomberg Businessweek" охарактеризовал это решение компании "InBev" как "лишенное чувств".[63]
В мае 2010 года в газете "The Times" появилась статья, в которой высказывалось предположение о том, что компания "InBev" ("Anheuser-Busch InBev" с 2008 года) попытается продать бренд "Boddingtons" другой пивоваренной компании после того, как она неудачно пыталась продать права в Соединенном Королевстве на эль "Bass".[64] В газете осуждалось неумелое управление компанией "AB InBev" брендом, стоимость которого упала.  В своё время бренд был ведущим элементом старой компании "Whitbread Beer Company", однако фортуна повернулась к нему спиной после закрытия в 2005 году пивоварни "Strangeways".[64]
В 2010 году объем продаж биттера "Boddingtons" в Соединенном Королевстве занимал шестое место, хотя продажи упали почти на три четверти после приобретения бренда компанией "Anheuser–Busch InBev" в 2000 году.[65] В июле 2011 года Стюарт МакФарлейн, президент компании "AB InBev" заявил: "Мы продолжаем верить в этот бренд", хотя и признал, что бренд не рекламировали в течение пяти лет, надеясь на память о ранее проведенных рекламных кампаниях.[66] Производство бочкового пива "Boddingtons" по заказам продолжалось до марта 2012 года, после чего его выпуск закончился.[67]
В 2012 году было произведено примерно 250'000 гектолитров пива, причём примерно 80% продукции предназначалось для рынка Соединенного Королевства, а 20% предназначалось для экспорта в такие страны, как Тайвань, Сингапур и Объединенные Арабские Эмираты.

## Пиво Boddingtons
Эль "Boddingtons" имеет выраженный соломенно-золотистый цвет с пышной белой шапкой пены, которая получается за счет добавления азота.
• "Boddingtons Draught Bitter" (объемное содержание алкоголя -  3,5%)
Азотсодержащий, пастеризованный вариант пива, поставляется в кегах и банках. Он варится в Самлсбери.[68] Баночный вариант, начатый в 1991 году, содержит виджеты, обеспечивающие формирование пышной белой пенной шапки.[69] В конце 2008 года содержание алкоголя в пиве было снижено с 3,8% до 3,5%. Пиво в розлив обычно подают в Соединенном Королевстве при температуре 5-7 градусов Цельсия, хотя с 2006 года выпускается вариант "Extra Cold", подаваемый при температуре 3-5 градусов Цельсия.[70][71] Многие критикуют его вкус или ощутимую недостаточность вкуса, и Эндрю Джеффорд описывает его как "мягкая пародия с азотной пеной на оригинал [бочковой выдержанный вариант]".[72]
• Boddingtons Pub Ale (объемное содержание алкоголя -  4,6%)[73]
Вариант пива "Boddingtons Draught Bitter" с более высоким содержанием алкоголя, выпускается с 1993 года на экспорт. Он продается в Соединенном Королевстве с 1995 года как "Boddingtons Export".[74][75]

## Товарный знак
Товарный знак BODDINGTONS  зарегистрирован во многих странах мира, в том числе в Великобритании, США и странах Европейского Союза.  Правообладателем исключительного права на товарный знак BODDINGTONS  является компания Brandbrew S.A., дочерняя компания Anheuser–Busch InBev. 

## Реклама
Логотип пива "Boddingtons" с двумя пчелами был введен в 1900 году. Пчелы стали символом Манчестера с того времени, когда он представлял собой "рой промышленных производств", однако две пчелы также представляют смысловое обыгрывание фирменного наименования пивоварен Боддингтонов.
Пиво "Boddingtons" рекламировалось только в отраслевых изданиях до 1987 года, когда его реклама в первый раз появилась в телевизионных программах канала "Granada", транслируемого на северо-западе Англии. В рекламе с 1987 года до 1991 года использовался слоган "Если вы не пьете горькое пиво "Boddies", вам будет горько". Когда бренд перешел в управление компанией "Whitbread", в рекламной кампании, состоящей из шести телевизионных рекламных клипов, которые транслировались в основном на северо-запад Англии в 1990-1991 годах, принимал участие комедийный актер Френки Ховерд. Рекламными роликами с участием Ховерда занималось рекламное агентство "Lowe Howard-Spink".
С июля 1991 года до 1999 года в серии рекламных работ по продвижению пива "Boddingtons", созданных агентством "Bartle Bogle Hegarty", использовался подзаголовок "Лучшее, что есть в Манчестере". В кампании по восстановлению имиджа Манчестера пиво "Boddingtons", пожалуй, было третьим продуктом после футбольного клуба "Манчестер Юнайтед" и телевизионного сериала "Coronation Street" (улица Коронации).[2] Первоначально рекламная кампания содержала только печатную продукцию, а затем в 1992 году она была расширена на телевизионную аудиторию.[81] В телевизионных клипах появлялись прекрасные женщины, говорящие с сильным манчестерским акцентом, и эти клипы "позволили решить кажущуюся невозможной задачу сделать биттер гламурным".  В наиболее известной телевизионной рекламе, в которой была показана гламурная парочка на гондоле, плывущей в Манчестере по реке Ирвелл, пародировалась хорошо известная реклама мороженого "всего лишь один Cornetto". Как указывалось в газете "Manchester Evening News", "она рассказывала миру нечто о возрождении угрюмого старого города, водный путь которого, когда-то грязный, мог намекать на сходство с Венецией".
Эта рекламная серия агентства "Bartle Bogle Hegarty" получила несколько международных наград. Кремообразность пенной шапки пива подчеркивалась такими средствами, как крем для лица, мороженое, крем от солнца и взбитые сливки. Майлс Темплмен, исполнительный директор компании "Whitbread, " объяснял:
Мы думали о том, как превратить не самый известный бренд северо-запада Англии в нечто более элегантное, чтобы вернуть ему былую привлекательность. Агентство «Bartle Bogle Hegarty» предложило сконцентрироваться на кремообразности пены, на продаже пива аналогично крему для лица.
Ранее неизвестная Мелани Сайкс начала свою карьеру в качестве телевизионного демонстратора и стала лицом бренда пива в рекламных роликах с 1996 года до 1999 года. Мультипликационные телевизионные рекламные клипы, в которых действует плейбой-транссексуал бык Грэхем Хеффер, демонстрировались на экранах телевизоров с 1999 года по 2002 год. Рекламные клипы вызвали претензии со стороны общественности в связи с предполагаемой пропагандой распущенности, гомосексуализма и употребления наркотиков. Производитель пива «Boddingtons» стал официальным партнером Игр Содружества в 2002 году, проводимых в Манчестере, по договору партнерства, в котором фигурировала сумма по меньшей мере 1 млн фунтов. В ознаменование этого события был выпущен специальный бочковой эль «Boddingtons» с содержанием алкоголя 5 %, который предназначался для северо-запада Англии, и затем выпускался для всей страны. Последнюю телевизионную кампанию по рекламе пива «Boddingtons» в 2005 году критиковали за коммерческое использование истории пива Манчестера с саундтреком «Happy Mondays», поскольку производство пива было переведено из Манчестера.
Майк Томпсон, бывший рабочий пивоварни, являющийся в настоящее время представителем профсоюза разнорабочих и работников транспорта, сказал:
Это в лучшем случае цинизм и в худшем случае оскорбление нашего великого города, его наследия и рабочих пивоварни «Strangeways». Люди потеряли средства к существованию в результате действий этой компании. Им не понравится то, что мы можем назвать как "посыпание соли на свежие раны".